# AM 748 I 4to

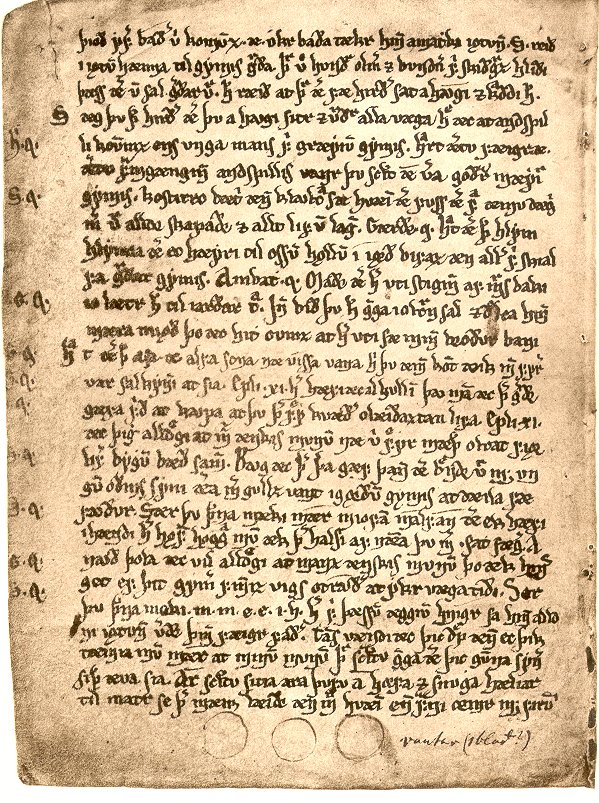
AM 748 I 4^{to}, uno dei due manoscritti che conservano lo Skírnismál, ha note a margine che indicano chi pronuncia ogni verso. Alcuni studiosi ritengono che questa sia una prova che il poema possa essere stato recitato come dramma rituale.

AM 748 I 4to è un frammento di manoscritto islandese in pergamena di vitello contenente dei poemi eddici. Viene datato all'inizio del XIV secolo. Solamente sei fogli sono stati conservati; presentano i poemi mitologici seguenti: 
- Grímnismál (completo)
- Hymiskviða (completo)
- Baldrs draumar (completo)
- Skírnismál (parziale)
- Hárbarðsljóð (parziale)
- Vafþrúðnismál (parziale)
- Völundarkviða (solo l'inizio del prologo in prosa)

AM 748 I 4to è il solo manoscritto medievale che conserva i Baldrs draumar. Altre poesie sono conservate nel Codex Regius.